# Service interministériel d'assistance technique
Pour les articles homonymes, voir Siat (homonymie).
Le service interministériel d'assistance technique (SIAT) est un service de la direction centrale de la Police judiciaire chargé de la préparation et de la réalisation des opérations d'infiltrations dans le cadre de la lutte contre la criminalité.

## Missions
Selon le décret du 29 septembre 2004 portant création du service interministériel d'assistance technique, ce service « composé de fonctionnaires de police, de militaires de la gendarmerie et d'agents des douanes [...] est chargé de la formation des agents infiltrés, de l'assistance technique aux opérations d'infiltrations définies par l'article 706-81 du code de procédure pénale et par l'article 67 bis-II du code des douanes et de la centralisation des informations de ces opérations menées par les douanes, la police et la gendarmerie nationales ».
Le SIAT peut opérer aussi bien en France qu'à l'étranger.
Il a aussi pour mission le suivi des sources de la police française, à travers notamment le Bureau central des sources qui consigne l'ensemble de ces indics.

## Organisation

### Structure
Le service interministériel d'assistance technique fait partie de la direction centrale de la Police judiciaire et plus particulièrement de la sous-direction de la lutte contre la criminalité organisée et la délinquance financière.
Le service interministériel d'assistance technique dispose depuis 2017 de plusieurs antennes réparties sur le territoire national et placées sous l'autorité d'un directeur zonal ou régional de police judiciaire. Ces antennes sont situées à :
- Marseille ;
- Lyon ;
- Bordeaux ;
- Lille ;
- Strasbourg ;
- Rennes ;
- Versailles ;
- Pointe-à-Pitre[5].

Le SIAT est également constitué du Bureau central des sources qui a pour rôle de consigner et de gérer l'ensemble des sources et des indics de la police française. Des informations concernant près de 1700 indics seraient ainsi enregistrées et traitées par ce service.

### Direction
Entre 2006 et 2010, François Thierry est à la tête du service interministériel d'assistance technique.
Depuis au moins 2019, le chef du SIAT est le commissaire divisionnaire Fabien Lang.

## Opérations connues
- En mai 2014, l'infiltration d'un agent du SIAT permet de récupérer 4 tableaux volés au musée des Beaux-Arts de Nice[9].
- En novembre 2016, le SIAT a participé au démantèlement d'une cellule djihadiste qui projetait un attentat sur le sol français. Les agents du service vont infiltrer la cellule terroriste et notamment cacher 4 kalachnikovs et des munitions démilitarisées en forêt de Montmorency[10],[11].
- En novembre 2016, lors de l'opération B52, des policiers français saisissent près d'une tonne de cocaïne arrivée à l'aéroport de Biarritz et interpellent une dizaine de personnes impliquées dans un trafic de drogue international grâce à l'infiltration d'un cartel colombien menée par le SIAT en collaboration avec la DEA[12].
- En juin 2020, deux agents du SIAT ont permis de démanteler un réseau de trafic de drogue en se faisant passer pour de faux trafiquants[13].

- En avril 2022, le journal Le Parisien révèle que trois hommes soupçonnés de projeter une attaque contre l'Élysée ont été arrêtés grâce à l'infiltration physique d'un agent du SIAT au sein du réseau. Il rencontrera à plusieurs reprises les 3 suspects et leur fournira 2 fusils démilitarisés juste avant leur arrestation[14].

## Ancien opérateur connus
- Brice Postal[15], [16]

## Dans la fiction
- Dans la série télévisée Engrenages, le service de la police judiciaire de Paris fait appel à un agent du SIAT lors de la seconde saison pour infiltrer un groupe de trafiquants de drogue.
- Dans la série télévisée Falco (4ème saison, épisode 8), Maxime Kucing est un ancien agent du SIAT, et fait appel à ses anciens collègues pour dénouer une affaire.
- Dans la série télévisée Chérif, dans les épisodes 9 et 10 (Sur le fil, partie 1 et 2) de la saison 5 se déroule une opération d'infiltration avec la coopération de l'IGPN et du SIAT.
- Dans le film Go Fast, le SIAT supervise l'infiltration d'un policier dans un gang de trafic de stupéfiants.